# 吴海洋 (1948年)
吴海洋（1948年—），汉族，中华人民共和国政治人物、第十一届全国政协委员。
加入中国共产党，担任中国人民武装警察部队总医院眼科主任。2008年，当选第十一届全国政协委员，代表医药卫生界，分入第四十六组。